# Axel Berg (Politiker)

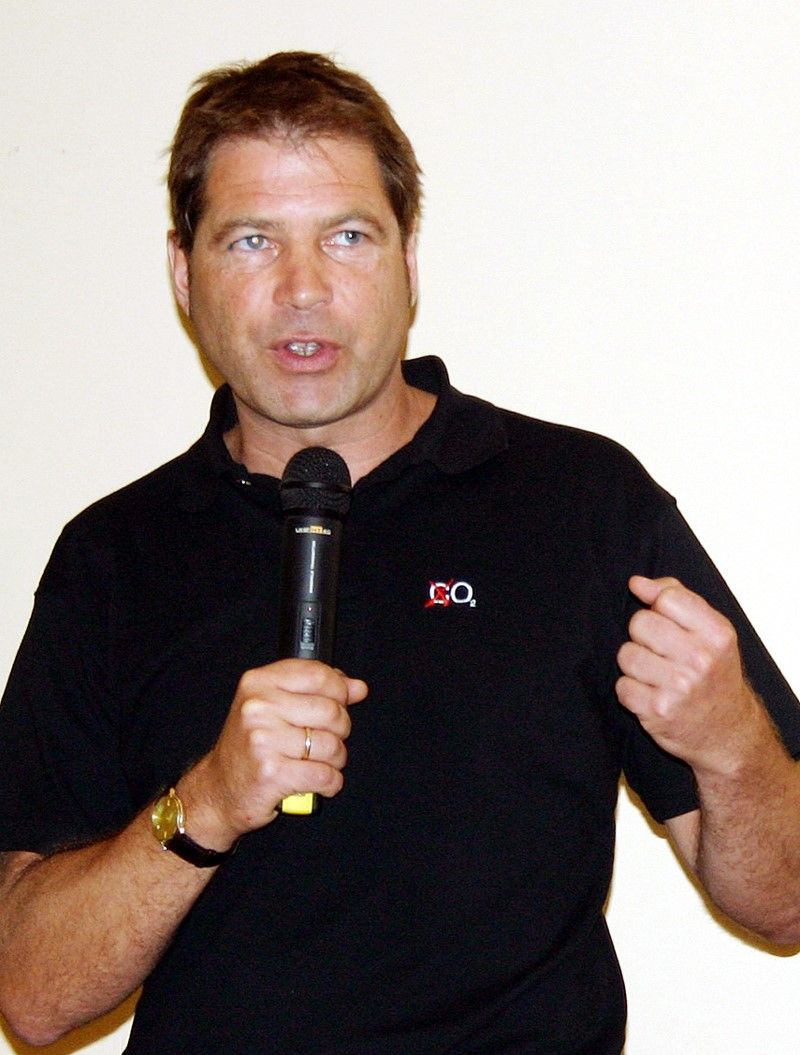
Axel Berg (2005)

Axel Berg (* 26. März 1959 in Stuttgart) ist ein deutscher Politiker (SPD). Er ist seit 2009 Vorsitzender der deutschen Sektion von Eurosolar.

## Leben und Beruf
Nach dem Abitur 1979 absolvierte Berg ein Studium der Rechtswissenschaft und der Politikwissenschaft in München, Tübingen, Aix-Marseille (mit DAAD-Stipendium) und Frankfurt am Main. Nach dem ersten juristischen Staatsexamen und Ableistung des Referendariats im OLG-Bezirk München bestand er 1989 das zweite Staatsexamen, beide Examina mit Prädikat. 1992 erfolgte seine interdisziplinäre Promotion zum Dr. phil. an der Johann-Wolfgang-Goethe-Universität Frankfurt am Main mit der Arbeit „Frankreichs Institutionen im Atomkonflikt – Rahmenbedingungen und Interessenlagen der nichtmilitärischen Atompolitik“. Bis 1991 war er als Rechtsanwalt in einer Wirtschaftskanzlei tätig, von 1991 bis 1993 bei der Oskar Schunck KG als Assistent des Geschäftsführers. Seit 1993 ist Berg als Rechtsanwalt in eigener Kanzlei tätig.
Axel Berg ist verheiratet.

## Abgeordneter
Von 1998 bis 2009 war er Mitglied des Deutschen Bundestages. Hier war er von 2000 bis 2002 Obmann der SPD-Bundestagsfraktion in der Enquête-Kommission Nachhaltige Energieversorgung. Ab 2006 war er stellvertretender Sprecher der Fraktionsarbeitsgruppe Energie.
Axel Berg ist dreimal als direkt gewählter Abgeordneter des Wahlkreises München-Nord in den Bundestag eingezogen. Bei der Bundestagswahl 2005 erreichte er hier 43,7 % der Erststimmen. Berg war nach dem Ausscheiden Christoph Moosbauers der einzige direkt gewählte bayerische SPD-Abgeordnete im Deutschen Bundestag. Bei der Bundestagswahl 2009 unterlag Berg knapp seinem CSU-Konkurrenten Johannes Singhammer und konnte auch über die Landesliste nicht mehr in den Bundestag einziehen. Er war nun erster Nachrücker auf der SPD-Landesliste.
Für die nächste Bundestagswahl bemühte sich Berg erneut um eine Aufstellung. Am 19. Juli 2012 unterlag er jedoch in der Abstimmung über den SPD-Wahlkreisbewerber (München-Nord) seinem Gegenkandidaten Florian Post. Im Wahlkampf für die Bundestagswahl 2013 unterstützte Berg daraufhin die ÖDP.

## Weitere Tätigkeiten
Axel Berg gründete im Jahr 2000 die Stiftung Energiewerk und ist Vorsitzender des Stiftungsrates. Seit 2009 ist er  Vorsitzender des Vorstands der deutschen Sektion von Eurosolar, einer gemeinnützigen europäischen Vereinigung für erneuerbare Energien.

## Publikationen
- Axel Berg: Energiewende einfach durchsetzen. Roadmap für die nächsten 10 Jahre. Oekom-Verlag, München 2019, ISBN 978-3-96238-130-1, S. 284.
- Axel Berg: Frankreichs Institutionen im Atomkonflikt. Rahmenbedingungen und Interessenlagen der nichtmilitärischen Atompolitik. Fischer, München 1992, ISBN 978-3-88927-106-8, S. 249 (Hochschulschrift: Zugl.: Frankfurt (Main), Univ., Diss., 1992).